# Coppa dei Campioni 1988-1989 (hockey su pista)
La Coppa dei Campioni 1988-1989 è stata la 24ª edizione della massima competizione europea di hockey su pista riservata alle squadre di club. Il torneo ha avuto inizio l'8 aprile e si è concluso il 23 giugno 1989.
Il titolo è stato conquistato dal Noia per la prima volta nella sua storia.

## Squadre partecipanti
| Nazione        | Club            | Città                | Qualificazione                                                |
| -------------- | --------------- | -------------------- | ------------------------------------------------------------- |
| Belgio         | Kurink          | Hasselt              |                                                               |
| Francia        | Gujan-Mestras   | Gujan-Mestras        | 1º in 1ere Division 1988, campione di Francia                 |
| Germania Ovest | Darmstadt       | Darmstadt            | 1º in 1 Bundesliga 1988, campione di Germania Ovest           |
| Italia         | Novara          | Novara               | 1º in Serie A1 1987-1988, vince i play-off, campione d'Italia |
| Portogallo     | Sporting CP     | Lisbona              | 1º in 1ª Divisão 1987-1988, campione del Portogallo           |
| Spagna         | Liceo La Coruña | La Coruña            | Campione d'Europa in carica                                   |
| Spagna         | Noia            | Sant Sadurní d'Anoia | 1º in División de Honor 1987-1988, campione di Spagna         |
| Svizzera       | Thunerstern     | Thun                 | 1º in Lega Nazionale A 1988, campione di Svizzera             |

## Risultati

### Quarti di finale
| Squadra 1       | Totale | Squadra 2 | Andata | Ritorno |
| --------------- | ------ | --------- | ------ | ------- |
| Gujan-Mestras   | 5 - 16 | Darmstadt | 0 - 5  | 5 - 11  |
| Liceo La Coruña | 4 - 18 | Noia      | 1 - 7  | 3 - 11  |
| Sporting CP     | 21 - 5 | Kurink    | 12 - 2 | 9 - 3   |
| Thunerstern     | 8 - 17 | Novara    | 3 - 4  | 5 - 13  |

### Semifinali
| Squadra 1   | Totale | Squadra 2 | Andata | Ritorno |
| ----------- | ------ | --------- | ------ | ------- |
| Noia        | 9 - 8  | Novara    | 5 - 4  | 4 - 4   |
| Sporting CP | 14 - 4 | Darmstadt | 8 - 1  | 6 - 3   |

### Finale
| Squadra 1   | Totale | Squadra 2 | Andata | Ritorno |
| ----------- | ------ | --------- | ------ | ------- |
| Sporting CP | 5 - 10 | Noia      | 4 - 7  | 1 - 3   |

#### Andata
| Lisbona 10 giugno 1989 | Sporting CP | 4 – 7 | Noia |  |

#### Ritorno
| Sant Sadurní d'Anoia 23 giugno 1989 | Noia | 3 – 1 | Sporting CP | Pavelló de l'Ateneu Agrícola |